# 형사 드라마
형사 드라마는 주로 형사(또는 경찰)를 주인공으로 하는 드라마 장르의 하나. 경찰 드라마라고도 부르며 사건을 수사하고 범인을 잡는 매혹적인 스토리가 전개되는 드라마이다.

## 나라별

### 대한민국
1971년 문화방송에서 《수사반장》이 처음으로 시작되었다. 1970년대 중반에는 《113 수사본부》(MBC), 《추적》(TBC) 1980년대에 컬러 텔레비전 시작되어, 《형사기동대》(KBS), 《형사》(KBS), 《형사 25시》(KBS) 등의 높은 시청층을 인기를 누렀으며, 1990년대 이후에 대폭 줄어들었고, 2022년 상반기 방영작인 SBS 금토 드라마 '악의 마음을 읽는 자들'도 동기없는 각종 묻지마 범죄가 급증하던 시절인 1990년대 후반을 시대적 배경으로 재구성하여, 갈수록 흉포화 되고 있는 각종 흉악 범죄로 얼룩진 현대 사회의 추악한 현실을 반영한 지상파 유일의 논픽션 범죄 심리 수사 드라마로 꼽힌다.

## 같이 보기
- 텔레비전 드라마 (목록)
- 미스터리